# Élections cantonales françaises de 1904
Des élections cantonales ont été organisées en France les 31 juillet et 7 août 1904.

## Tableau récapitulatif des résultats pour les Conseils Généraux
| Partis politiques ou coalitions | Partis politiques ou coalitions                                                      | Sortants | Premier tour | Second tour | Total | Total |
| Partis politiques ou coalitions | Partis politiques ou coalitions                                                      | Sortants | Sièges       | Sièges      | Total | Total |
| ------------------------------- | ------------------------------------------------------------------------------------ | -------- | ------------ | ----------- | ----- | ----- |
|                                 | Ministériels (Socialistes, Radicaux et radicaux-socialistes, Républicains de gauche) | 789      | 815          | 68          | 883   | 94    |
|                                 | Républicains antiministériels                                                        | 449      | 351          | 19          | 370   | 79    |
|                                 | Conservateurs                                                                        | 211      | 189          | 8           | 197   | 14    |
|                                 |                                                                                      |          |              |             |       |       |
| Total                           | Total                                                                                | 1 449    | 1 355        | 95          | 1 450 |       |

### Sources et bibliographie
- L'Ouest-Éclair - Le Temps - Le Radical